# Marcelino Palentini

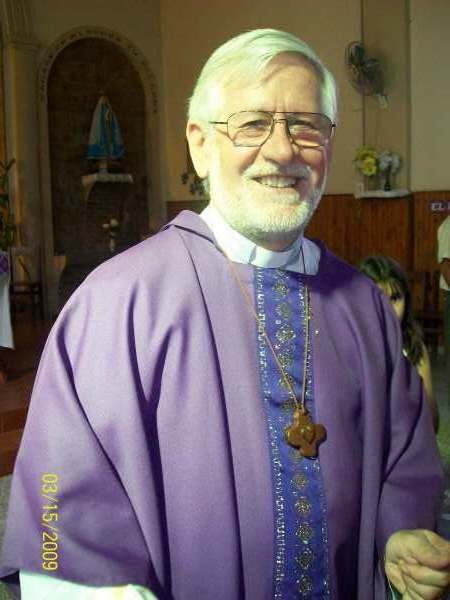

Marcelino Palentini SCI (* 17. September 1943 in Caldogno, Provinz Vicenza, Italien; † 18. September 2011 in San Salvador de Jujuy, Provinz Jujuy, Argentinien) war ein römisch-katholischer Ordensgeistlicher und Bischof von Jujuy.

## Werdegang
Marcelino Palentini trat der Ordensgemeinschaft der Dehonianer bei und empfing am 27. Juni 1970 die Priesterweihe.
Am 11. Juli 1995 wurde er von Papst Johannes Paul II. zum Bischof von Jujuy mit Sitz in San Salvador de Jujuy ernannt. Die Bischofsweihe spendete ihm der emeritierte Erzbischof von Resistencia, Juan José Iriarte, am 7. Oktober 1995; Mitkonsekratoren waren Carmelo Juan Giaquinta, Erzbischof von Resistencia, und Pedro María Olmedo Rivero CMF, Prälat von Humahuaca.
In der argentinischen Bischofskonferenz war er Mitglied der Ausschüsse für die Mission und Hilfe in den bedürftigsten Regionen. Er war Delegierter der Pastoralregion Nordwest-Argentinien (NOA).
Palentini starb an den Folgen eines Hirntumors. Er wurde in der Kapelle der Virgen del Rosario del Rio Blanco und PayPay in San Salvador de Jujuy bestattet.